# An Evening with Herb Geller & The Roberto Magris Trio - Live in Europe 2009
| Recensione                | Giudizio |
| ------------------------- | -------- |
| All About Jazz (1)        |          |
| All About Jazz (2)        |          |
| All About Jazz (3)        |          |
| Jazz Journal              |          |
| Cadence                   | /        |
| New York City Jazz Record | /        |
| Jazz Inside Magazine      | /        |
| JazzdaGama                | /        |
| Rifftides                 | /        |
| Jazzrytmit                | /        |
| Orkester Journalen        | /        |
| Jazz Podium               | /        |
| Doctor Jazz Magazine      | /        |

An Evening With Herb Geller & The Roberto Magris Trio – Live In Europe 2009 è un album discografico registrato dal vivo a Novi Sad in Serbia ed a Vienna in Austria ed è stato pubblicato dalla casa discografica JMood di Kansas City nel 2009. È il secondo disco inciso assieme da Herb Geller e Roberto Magris, dopo Il Bello del Jazz uscito nel 2006 per l’etichetta Soul Note, ed è l’ultima testimonianza discografica del sassofonista Herb Geller.

## Tracce
1. After You – 5:47 (Cole Porter)
2. El Cajon – 6:03 (Johnny Mandel)
3. Lonely Woman – 8:21 (Benny Carter)
4. The Red Door – 4:46 (Zoot Sims)
5. Orson – 5:13 (Billy Strayhorn)
6. Upper Manhattan Mediacal Group – 4:32 (Billy Strayhorn)
7. Celebrating Bird – 2:52 (Herb Geller)
8. 9:20 Special – 4:17 (Earle Warren)
9. If I Were a Bell – 5:09 (Frank Loesser)
10. The Peacocks – 4:17 (Jimmy Rowles)
11. Pretty Woman – 5:17 (Stephen Sondheim)

## Musicisti
- Herb Geller – sassofono contralto
- Roberto Magris – pianoforte
- Nikola Matosic – contrabbasso
- Enzo Carpentieri – batteria